# Benedicamus Domino
Benedicamus Domino (lateinisch für „Lasst uns preisen den Herrn“), in der deutschen liturgischen Fassung Singet Lob und Preis ist ein Entlassungsruf in der Liturgie.

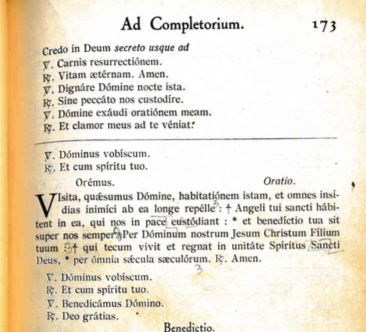
Benedicamus Domino nach der Komplet im Antiphonale Monasticum

Die Akklamation war ursprünglich die Entlassung (lat. Dimissio) der heiligen Messe im gallikanischen Ritus. Nach dem Jahr 1000 gelangte sie auch in den römischen Ritus und ersetzte dort in den geprägten Zeiten das Ite, missa est. Der Ruf wurde vom Diakon oder Zelebranten gesungen, die Gläubigen antworteten mit Deo gratias.
Außerdem dient das Benedicamus Domino im römischen Ritus auch als Entlassung der Gemeinde beim Stundengebet. Der Gebrauch der Akklamation in der Heiligen Messe wurde 1960 auf jene Messen beschränkt, an die sich die Feier eines anderen Gottesdienstes oder einer gemeinschaftlichen frommen Übung unmittelbar anschließt. Die Gemeinde antwortet mit Deo Gratias oder mit „Dank sei Gott, dem Herrn“.
Benedicamus Domino war auch in der lutherischen deutschen Messe der Schlussruf und lautet in der deutschen liturgischen Fassung: „Lasset uns benedeien dem Herrn.“ – „Gott sei ewiglich Dank.“

## Musik und Literatur
Der lateinische Ruf wurde vielfach tropiert und fand auch in volkssprachliche Lieder Eingang, etwa in Als ich bei meinen Schafen wacht’.